# Fordított lengyel jelölés

„3+4” összeadása fordított lengyel jelöléssel (RPN)

Fordított lengyel jelölésről, ismertebb nevén RPN-ről (a Reverse Polish Notation kezdőbetűiből), vagy másképpen postfix jelölésről akkor beszélhetünk, ha egy aritmetikai műveletben az operátor az operandusok után áll.  A fordított lengyel jelölésben a műveleti jelek olyan sorrendben szerepelnek, amilyen sorrendben azok végrehajtódnak a kifejezés kiértékelésekor.

## Története
Az eredeti prefix jelölési forma a lengyel logika tudósa, Jan Łukasiewicz után kapta a nevét, aki 1920-ban kimutatta ennek a módszernek az előnyeit. A tudós származása után módszerét lengyel jelölésnek (Polish notation) kezdték el nevezni.
Munkásságát később, az 1954-es évben Burks, Warren, és Wright, továbbá tőlük függetlenül F. L. Bauer és E. W. Dijkstra az 1960-as évek
elején felhasználta a korabeli számítógépek memóriafelhasználásának csökkentésére. Ekkoriban kezdtek vermet (stack) használni a kifejezések kiértékelésére.
A lengyel jelöléssel szemben  a fordított lengyel jelölést az ausztrál filozófus, és számítógéptudós 
Charles Leonard Hamblin vezette be. Eredményeit (elismerve Jan Łukasiewicz munkásságát) fordított lengyel jelölésként ismertette az 1950-es évek közepén.
Hamblin kutatásai a következő problémákra irányultak: 
- zárójeleket tartalmazó matematikai formulák gépi kiértékelése és
- a memória túlterhelődésének megakadályozása a műveletek végzése közben.

Az első problémára jó megoldást adott a Jan Łukasiewicz-féle lengyel jelölés (Polish notation), amely a matematikai műveleteket zárójel nélkül írta le. Például az {\displaystyle a+b} összeadást a Łukasiewicz-féle lengyel jelölés így írta le: {\displaystyle +ab.}
Hamblin a formális logika tanulmányozása során ismerte meg és használta fel Łukasiewicz munkásságát, majd annak alapján dolgozta ki a postfix jelölést, amely az {\displaystyle ab+} módon ábrázolja az {\displaystyle a} és {\displaystyle b} összeadását.
A látszólag aprócska változtatásnak óriási jelentősége volt a számítógépek működése szempontjából.

## Előnyei
A fordított lengyel jelölésnek számos előnye van a mindennapi életben megszokott infix jelöléssel szemben algebrai kifejezések esetén.
- Minden formula, képlet leírható zárójel nélkül.
- A leírt formulák a leírás sorrendjében értékelődnek ki.
- Kényelmesen kiértékelhetők a formulák számítógéppel verem használatával.
- Az infix operátorokra elsőbbségi szabály, más néven precedencia vonatkozik, amely tetszőleges és nem kívánatos. Például, tudjuk, hogy az {\displaystyle a*b+c} jelentése {\displaystyle (a*b)+c} és nem {\displaystyle a*(b+c)}, mivel a szorzás nagyobb prioritású művelet, mint az összeadás.
- A számítástechnikában használt műveletek esetén bizonyos esetekben nem állapítható meg prioritás teljesen különböző műveletek között sem. Például a balra léptetés (SHL), valamint a logikai ÉS művelet között nem tudunk ilyen egyértelmű sorrendet felállítani.

A fordított lengyel jelölés kiküszöböli az összes felsorolt kellemetlenséget.

## Jelölési példák
| Infix                           | Fordított lengyel jelölés |
| ------------------------------- | ------------------------- |
| A + B * C                       | A B C * +                 |
| A * B + C                       | A B * C +                 |
| A * B + C * D                   | A B * C D * +             |
| (A + B) / (C - D)               | A B + C D - /             |
| ((A + B) * C + D) / (E + F + G) | A B + C * D + E F + G + / |

## Formulák kiértékelése
Egy postfix (RPN) kifejezés kiértékelése során a következő pszeudokód hajtódik végre:
- A bemeneti adatok mutatója eggyel balra mutat (a következő beolvasandó elemre) 
  - A következő adat (token) beolvasása.
  - Ha beolvasott token szám:
    - A verem tetejére tesszük.

  - Egyébként a token egy műveleti utasítás (esetünkben lehet műveleti jel vagy függvény).
    - Ha ismert a műveleti utasítás, akkor ismert a szükséges paramétereinek száma is.
    - Ha túl kevés az elemek száma, akkor
      - Hibajelzés: kevés operandus.

    - Egyébként a verem szükséges elemeit a műveleti verembe teszi.
    - Végrehajtja a műveletet.
    - Ha van eredmény a verem tetejére teszi.
- Ha csak egy elem van a veremben, akkor az végeredmény.
  - A számítás végeredménye..
- Egyébként, ha több elem van a veremben:
  - Hiba: túl sok adat.

### Példa
```
"5 + ((1 + 2) * 4) − 3" RPN-re átírva:
 5 1 2 + 4 * + 3 -
```

A kifejezés balról jobbra értékelődik ki a felírás sorrendjében:
| Input | Művelet  | Verem | Megjegyzés |
| ----- | -------- | ----- | ---------- |
| 5     | PUSH     | 5     |            |
| 1     | PUSH     | 1 5   |            |
| 2     | PUSH     | 2 1 5 |            |
| +     | ADD      | 3 5   |            |
| 4     | PUSH     | 4 3 5 |            |
| *     | MUL      | 12 5  | (12)       |
| +     | ADD      | 17    | (17)       |
| 3     | PUSH     | 3 17  |            |
| −     | SUB      | 14    | (14)       |
|       | Eredmény | (14)  |            |

A számítás elvégzése után csak egyetlen elem marad a veremben; esetünkben 14.
Az RPN jelölésmód számítógépeken való alkalmazásának hallatlan előnye a példa követése esetén is belátható: 
- a műveletek végzése közben már nem kell sorrendi (precedencia) vizsgálatokat végezni (és a mindenkori műveleti sorrendnek megfelelően átrendezni az adatokat);
- egy adott művelet (például összeadás, kivonás) elvégzése során nem kell a műveleti jelet tologatni a veremben, helyes adatbevitel esetén a művelet automatikusan a helyére kerül;
- a vermet egyszerre csak nagyon kevés adat használja, függetlenül a képlet hosszától (ennek a korabeli 64-128 bájtos(!) zsebszámológépek esetén volt óriási jelentősége);
- megfelelő formára hozott képletek gyorsan, egyszerű lépésekkel feldolgozhatóak;
- átmeneti adatok csak ritkán keletkeznek;

## Konverzió
Edsger Dijkstra konverziós megoldása – melynek során a hagyományos infix matematikai jelölést számítógéppel RPN jelöléssé alakítják – shunting-yard algoritmus néven vált ismertté, amelyre számos számítógépes implementáció is született.

## Gyakorlati megvalósítások

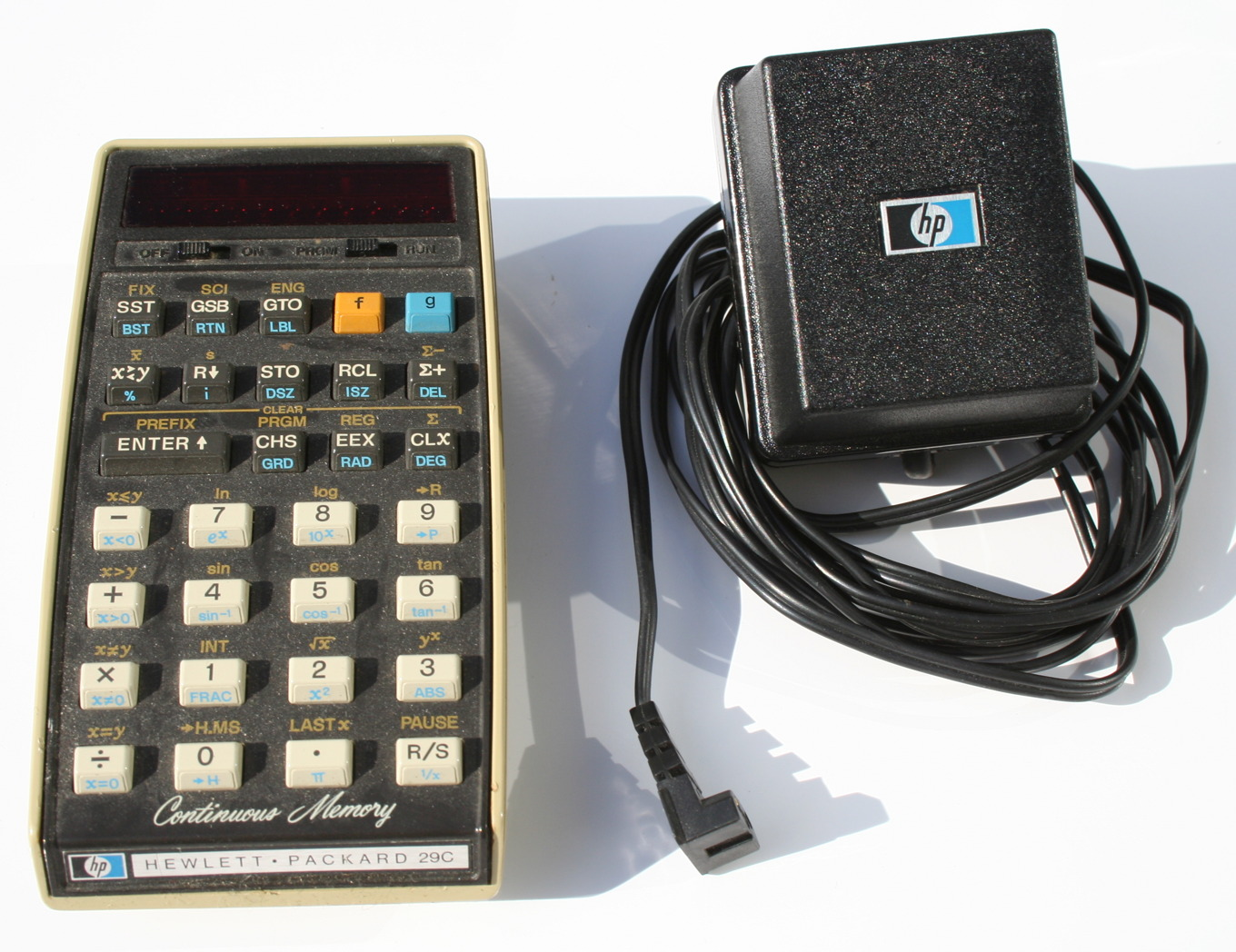
RPN logikájú tudományos zsebszámológép

RPN logikával az 1970-es évek végétől lehetett találkozni a Hewlett-Packard tudományos célú zsebszámológépeiben, mint például a HP-10, vagy a HP-29, vagy a lényegesen újabb HP-48C.
Nemcsak az egykori zsebszámológépek, hanem számítógépes programok és programnyelvek is kihasználják a jelölés erősségét. Így például napjainkban a Forth, PostScript programozási nyelvek fordított lengyel jelölést (RPN) használnak. Szoftverek közül az ismert Ghostscript, AutoCAD alatt az ATLAST vagy Unix alatt a dc kalkulátor. Számos szoftveres emulátor létezik például HP számológépekre Android operációs rendszerekre is.

## Fordítás
- Ez a szócikk részben vagy egészben a Reverse Polish notation című angol Wikipédia-szócikk fordításán alapul.  Az eredeti cikk szerkesztőit annak laptörténete sorolja fel. Ez a jelzés csupán a megfogalmazás eredetét és a szerzői jogokat jelzi, nem szolgál a cikkben szereplő információk forrásmegjelöléseként.